# Barbara Kubica
Barbara Kubica – polska chemiczka, profesor nauk technicznych, specjalistka w dziedzinie radiochemii.

## Życiorys
Uczęszczała do I Liceum Ogólnokształcącego im. Bartłomieja Nowodworskiego w Krakowie. Ukończyła studia magisterskie z chemii na Uniwersytecie Jagiellońskim w 1974 roku. Stopnień doktora nauk chemicznych uzyskała 18 grudnia 1985 roku na Politechnice Krakowskiej im. Tadeusza Kościuszki na podstawie pracy Rozkład soli magnezowych w gazach spalonych płomieni wodorowych, promotorem pracy była Elżbieta Maria Bulewicz. Była zatrudniona jako docent w Instytucie Fizyki Jądrowej im. Henryka Niewodniczańskiego Polskiej Akademii Nauk latach 1986–2004. Habilitowała się w dziedzinie chemii 2 października 2009 roku na Wydziale Inżynierii Materiałowej i Ceramiki Akademii Górniczo-Hutniczej im. Stanisława Staszica w Krakowie. Pracowała na stanowisku profesora w Instytucie Fizyki Jądrowej im. Henryka Niewodniczańskiego Polskiej Akademii Nauk od 2009 roku. Uzyskała tytuł profesora nauk technicznych 29 stycznia 2018 roku. Pracuje w Katedrze Węgla i Nauk o Środowisku Wydziału Energetyki i Paliw Akademii Górniczo-Hutniczej w Krakowie.
Organizowała IV i V Krajową Konferencję Radiochemii i Chemii Jądrowej w Krakowie.

## Odznaczenia
- srebrny Krzyż Zasługi (2005)[1]

## Dorobek naukowy
Uzyskała patent na „kompozytowy magnetyczny wymieniacz jonowy” (2007, współautorka). Była kierownikiem projektu naukowego pt. Badanie poziomu i przestrzennego rozkładu zanieczyszczeń radionuklidami i pierwiastkami ciężkimi w ekosystemie Tatrzańskiego Parku Narodowego (2006–2009). Publikowała artykuły naukowe m.in. w: „Journal of Elementology”, „Journal of Radioanalytical and Nuclear Chemistry”, „Polish Journal of Enviromental Studies”, „Radiochimica Acta”, „Rocznikach Bieszczadzkich”. Zajmowała się m.in. tematyką związaną z Tatrami i Bieszczadami.